# Iowa Speedway
L'Iowa Speedway és un circuit automobilístic de 0,875 milles (1.400 metres) de longitud, situat en la ciutat de Newton, Iowa, Estats Units, a uns 50 km de la capital estatal Des Moines. Fou dissenyat per Rusty Wallace prenent com a model el Richmond International Raceway i inaugurat al setembre de 2006.
A partir de l'any 2007, Iowa aconseguí una data per les categories de monoplaces IndyCar Series i Indy Lights a finals de juny. La carrera de la IndyCar Series dura 250 voltes, equivalents a unes 220 milles (350 km), mentre que la Indy Lights corre 100 milles (160 km). Tant en 2007 com en 2008, els guanyadors d'ambdues carreres van ser britànics.
Des de 2007, les divisions Est i Oest de la NASCAR Grand National Series disputen simultàniament en Iowa a mitjans de maig una carrera de 175 milles (280 km), amb grilla combinada. En 2009, Iowa es va afegir a dos de les divisions nacionals de la NASCAR, la Busch Series (200 voltes, agost) i la NASCAR Truck Series (setembre).

## Guanyadors

### NASCAR
| Any  | Nationwide Series | Truck Series |
| ---- | ----------------- | ------------ |
| 2009 | Brad Keselowski   | Mike Skinner |

### IndyCar Series i Indy Lights
| Any  | IndyCar Series   | IndyCar Series | IndyCar Series        | Indy Lights            |
| Any  | Pilot            | Automòbil      | Equip                 | Pilot                  |
| ---- | ---------------- | -------------- | --------------------- | ---------------------- |
| 2007 | Dario Franchitti | Dallara Honda  | Andretti Green Racing | Alex Lloyd             |
| 2008 | Dan Wheldon      | Dallara Honda  | Chip Ganassi Racing   | Dillon Battistini      |
| 2009 | Dario Franchitti | Dallara Honda  | Chip Ganassi Racing   | Ana Beatriz Figuereido |